# ダイアーズビル
ダイアーズビル（Dyersville）は、アメリカ合衆国アイオワ州のダビューク郡にある都市。人口は4,058人（2010年国勢調査）。

## 地理

ダビューク郡内の位置

市域のほとんどはダビューク郡内におさまっているが、市西部のごく一部分が西隣のデラウェア郡にかかっている。市の中心は北緯42度28分53秒 西経91度7分15秒 / 北緯42.48139度 西経91.12083度に位置し、

## 交通
ダイアーズビルには国道20号線が通っている。アイオワ州北部を東西に、ほぼ一直線に横切るこの国道はダビュークとウォータールーを結ぶ区間では4車線となっており、特にダイアーズビルの西約13km、デラウェア郡のアールビル以西はウォータールー都市圏に至るまで高速道路規格になっている。しかし、この国道20号線はダイアーズビル市域の南部を通っているのみであり、市の中心部に入るためにはアイオワ州道136号線に入らなければならない。

## 映画

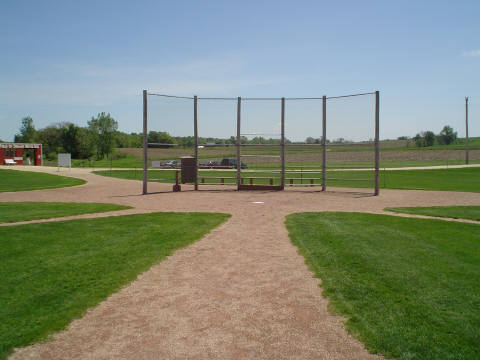
「フィールド・オブ・ドリームス」に登場する野球場

ダイアーズビルは1989年に公開された映画「フィールド・オブ・ドリームス」の舞台となった町として知られている。劇中で、主人公レイ（ケビン・コスナー）がトウモロコシ畑を切り開いて作り上げた野球場は、撮影終了後もダイアーズビルに残されている。2021年8月12日にシカゴ・ホワイトソックス対ニューヨーク・ヤンキースのMLB公式戦が実現した。開会式にはケビン・コスナーが出演し、両軍選手も右翼のトウモロコシ畑の中から登場した。試合は9対8でホワイトソックスがサヨナラ勝ちした。

## 宗教

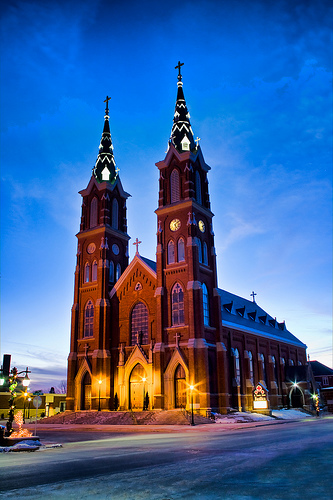
バシリカ・オブ・セント・フランシス・ザビエル

ダイアーズビルにはダビューク大司教区の管轄下に置かれているバシリカ、バシリカ・オブ・セント・フランシス・ザビエルが置かれている。フランシスコ・ザビエルの名を冠したこのゴシック様式のバシリカは1888年に建設され、1999年には国家歴史登録財に指定された。この教会は聖フランシス・ザビエル小学校を運営しており、幼稚園から6年生までの児童を教育している。この小学校を卒業した児童は、同じくダビューク大司教区の管轄下に置かれているベックマン高校に進学する。このベックマン高校は日本でいう中高一貫校にあたり、7年生から12年生までの生徒を教育している。聖フランシス・ザビエル小学校、ベックマン高校のいずれも、ダイアーズビル市内に校舎を構えている。

## 教育
公教育においては、ダイアーズビルはあまり恵まれた環境にあるとは言えない。ダイアーズビルはダビューク郡の西半分をカバーする西ダビュークコミュニティ学区に属している。市内に1校だけある公立小学校、ダイアーズビル小学校は「小学校」とは名乗っているものの、実際には幼稚園児と1年生の教育しか行っていない。ダイアーズビル小学校の児童は2年生に進級すると、南東に約12km離れたファーレーにあるドレクスラー小学校に通うことになる。このドレクスラー小学校では5年生までの児童の教育を行っている。ドレクスラー小学校を卒業した児童は、同じくファーレーにあるドレクスラー中学校に8年生まで通う。9年生に進級すると、今度はファーレーからさらに東に約6km（ダイアーズビルからは約18km）離れたエプワースにある西ダビューク高校に進学する。

## 註
1. ↑  American FactFinder. U.S. Census Bureau. 2011年2月4日.
2. ↑  野球場のおおよその位置. Yahoo!Map.
正確には、野球場はダイアーズビルの市域内ではなく、ダイアーズビルの中心部から5kmほど北東の所属未定地にある。
3. ↑  “トウモロコシ畑へ８発「フィールド・オブ・ドリームスゲーム」は映画のような劇的決着　ロケ地でメジャー初試合”. サンケイスポーツ. (2021年8月13日) 2020年8月13日閲覧。
4. ↑  NPS Focus. National Register of Historic Places. National Park Service.
5. ↑  Catholic Schools: Early Childhood - 12 and Schools of Religion. Archdiocese of Dubuque.